# Масловаре (Нови Град)
Масловаре су насељено мјесто у општини Нови Град, Република Српска, БиХ. Према попису становништва из 1991. у насељу је живјело 498 становника.

## Историја

### Други свјетски рат
У селу Масловарама срез Босански Нови, удовица Стака Карлица имала је шест ожењених синова. Једног дана усташе су их истерале из куће и наредиле им да у дворишту ископају за себе дубоку раку, па их онда сву шесторицу поубијали и секирама и пушкама у присуству мајке и жена. После тога наредили су мајци и њиховим женама да их затрпају у ископаној јами. Мајка није хтела, узела је једну крваву секиру и из све снаге се лупила оштрицом по глави, засекавши се до самог мозга , од чега је после кратког времена умрла. По њеној изричитој жељи снаје су је сахраниле заједно са синовима.

## Становништво
| Демографија | Демографија | Демографија |
| Година      | Становника  | Становника  |
| ----------- | ----------- | ----------- |
| 1948.       | 590         |             |
| 1953.       | 625         |             |
| 1961.       | 517         |             |
| 1971.       | 483         |             |
| 1981.       | 490         |             |
| 1991.       | 498         |             |